# Sin Miedo (del Amor y Otros Demonios)
Sin Miedo (del Amor y Otros Demonios) (с англ. — «Без страха (о любви и других демонах)») — второй студийный альбом колумбийско-американской певицы Кали Учис, вышедший 18 ноября 2020 года на лейблах Interscope Records, EMI Records и Universal Music Group. Альбом, ставший первой пластинкой Учис, исполненной преимущественно на испанском языке, был поддержан тремя синглами: «Aquí Yo Mando» с Рико Насти, «La Luz» с Джаем Кортесом и «Telepatía». Альбом также предварялся промо-синглом «Te Pongo Mal (Préndelo)» с Jowell & Randy. В альбоме приняли участие PartyNextDoor, Rico Nasty, Cortez и Jowell & Randy. Альбом занял 52 место в Billboard 200.
Альбом был номинирован на премию «Грэмми» за лучший альбом в стиле Música Urbana на 64-й ежегодной церемонии вручения премии «Грэмми», а также на премию «Любимый латинский альбом» на церемонии вручения премии American Music Awards 2021 года.

## Об альбоме
В декабре 2019 года Учис выпустила предполагаемый лид-сингл с альбома, «Solita», который позже был переведён в разряд самостоятельных синглов. В апреле 2020 года был выпущен мини-альбом «To Feel Alive», поскольку Учис не смогла выпустить свой второй студийный альбом. Мини-альбом был записан полностью в изоляции на фоне пандемии COVID-19. Учис анонсировала альбом в своих социальных сетях, а также его обложку, название и приглашённых гостей 5 ноября 2020 года.
Учис сравнивает создание «Sin Miedo» с созданием своего предыдущего альбома. «Я путешествовала по миру, чтобы сделать оба альбома […] Я начала производство в Майами, затем приехала в Лос-Анджелес, а потом доработала большую часть в Лондоне». Ей также пришлось убедить свой лейбл в необходимости альбома, поскольку её контракт позволял ей выпускать музыку только на английском языке.
Название альбома является отсылкой к роману 1994 года «Любовь и другие демоны» колумбийского писателя Габриэля Гарсии Маркеса
.

## Отзывы
| Совокупная оценка | Совокупная оценка |
| Источник          | Оценка            |
| ----------------- | ----------------- |
| AnyDecentMusic?   | 6.7/10            |
| Metacritic        | 78/100            |
| Оценки критиков   |                   |
| Источник          | Оценка            |
| AllMusic          | [ 12 ]            |
| Evening Standard  | [ 13 ]            |
| Gigwise           | [ 1 ]             |
| Loud and Quiet    | 7/10              |
| NME               | [ 15 ]            |
| The Observer      | [ 16 ]            |
| Pitchfork         | 7.8/10            |

Альбом получил положительные отзывы музыкальных критиков и интернет-изданий.
На сайте Metacritic, который присваивает нормализованный рейтинг из 100 баллов рецензиям основных изданий, альбом получил средний балл 78 на основе 4 рецензий, что свидетельствует о в целом положительном признании.
Рецензируя альбом для AllMusic, Том Юрек заявил, что «Учис бесстрашно расширяет границы своего звучания за пределы фанки-брейка, скользкого R&B и отстранённого джаза, предлагая бодрящие эволюционные концепции реггетона, кумбии и болеро, плавно сопоставляя их со своим собственным брендом латинского попа, джаза и соула». Риан Дейли из New Musical Express написала, что Учис «излучает непринуждённую уверенность, следуя за своими песнями по эклектичной карте троп. Языковой барьер или нет, это божественный второй альбом». Джензия Бургос из Pitchfork написала, что альбом «вместо того, чтобы содержать только фанки-брейк и триппи-джаз, за которые англоязычные слушатели узнали её музыку, Учис заостряет внимание на своём двуязычном, двунациональном репертуаре латинос».
Альбом вошёл в списки лучших альбомов 2020 года по версии Los Angeles Times и Variety, заняв девятое и седьмое места соответственно.

## Список композиций
| №                   | Название                                                                           | Текст песни                                         | Музыка                                        | Продюсеры                                    | Длительность |
| ------------------- | ---------------------------------------------------------------------------------- | --------------------------------------------------- | --------------------------------------------- | -------------------------------------------- | ------------ |
| 1.                  | «La Luna Enamorada» ("The Moon in Love")                                           | Luis Chanivecky                                     | Kali Uchis                                    | Josh Crocker                                 | 1:50         |
| 2.                  | «Fue Mejor» ("It Was Better" (вместе с PartyNextDoor)                              | Uchis Jahron Anthony Brathwaite Andrea Mangiamarchi | Jahaan Sweet Ray Nelson                       | Sweet Nelson Crocker                         | 3:48         |
| 3.                  | «Aguardiente y Limón» ("Brandy and Lime")                                          | Uchis                                               | Mark Anthony Spears Ricky Reed Rogét Chahayed | Sounwave Reed Chahayed                       | 2:41         |
| 4.                  | «Vaya con Dios» ("Go with God")                                                    | Uchis                                               | Crocker                                       | Crocker                                      | 2:55         |
| 5.                  | «Que Te Pedí» ("What I Asked You")                                                 | Fernando Lopez Mulens Gabriel Luna de la Fuente     | Uchis                                         | Crocker                                      | 1:44         |
| 6.                  | «Quiero Sentirme Bien» ("I Want to Feel Good")                                     | Uchis                                               | Erik Bodin Kurtis McKenzie Yukimi Nagano      | McKenzie Bodin                               | 3:42         |
| 7.                  | «Telepatía» ("Telepathy")                                                          | Uchis Cristina Chiluiza Servando Primera            | Manuel Lara Albert Melendez Marco Masis       | Tainy Lara Albert Hype                       | 2:40         |
| 8.                  | «De Nadie» ("Of No One")                                                           | Uchis Chiluiza                                      | Dwayne Chin-Quee Joan Ortiz Espada Lara Masis | Tainy Lara Supa Dups Austen Jux-Chandler [a] | 2:59         |
| 9.                  | «No Eres Tú (Soy Yo)» ("It's Not You (It's Me)")                                   | Uchis Chiluiza                                      | Luis Figueroa Roig Leone Lara Masis           | Lara Leone Tainy                             | 2:01         |
| 10.                 | «Aquí Yo Mando» ("Here I Command" (вместе с Rico Nasty)                            | Uchis Chiluiza Maria-Cecilia Kelly                  | Primera Masis Leone RVNES Melendez            | Albert Hype Leone RVNES Tainy                | 2:21         |
| 11.                 | «Te Pongo Mal (Préndelo)» ("I Make You Ill (Turn It On)" (вместе с Jowell & Randy) | Uchis Chiluiza Joel Muñox Randy Ortiz Acevedo       | Lara Masis Miguel Ángel Durán, Jr.            | Tainy Lara                                   | 2:52         |
| 12.                 | «La Luz (Fín)» ("The Light (End)" (вместе с Jhay Cortez))                          | Uchis Jhay Cortez                                   | Masis                                         | Tainy                                        | 2:59         |
| 13.                 | «Ángel sin Cielo» ("Heavenless Angel")                                             | Uchis                                               | Uchis                                         | Uchis                                        | 2:03         |
| Общая длительность: | Общая длительность:                                                                | Общая длительность:                                 | Общая длительность:                           | Общая длительность:                          | 34:36        |

| №                   | Название            | Текст песни                | Музыка                                    | Продюсеры                                   | Длительность |
| ------------------- | ------------------- | -------------------------- | ----------------------------------------- | ------------------------------------------- | ------------ |
| 14.                 | «Solita» ("Alone")  | Uchis Anthony Clemons, Jr. | Jahaan Akil Sweet Masis Rupert Thomas Jr. | Tainy Sevn Thomas Sweet Austen Jux-Chandler | 2:58         |
| Общая длительность: | Общая длительность: | Общая длительность:        | Общая длительность:                       | Общая длительность:                         | 37:34        |

| №                   | Название                   | Текст песни                                | Музыка                  | Продюсеры            | Длительность |
| ------------------- | -------------------------- | ------------------------------------------ | ----------------------- | -------------------- | ------------ |
| 15.                 | «Fue Mejor» (вместе с SZA) | Kali Uchis Solána Rowe Andrea Mangiamarchi | Jahaan Sweet Ray Nelson | Sweet Nelson Crocker | 3:51         |
| Общая длительность: | Общая длительность:        | Общая длительность:                        | Общая длительность:     | Общая длительность:  | 41:25        |

| №                   | Название                   | Автор(ы)                                   | Продюсеры           | Длительность |
| ------------------- | -------------------------- | ------------------------------------------ | ------------------- | ------------ |
| 1.                  | «Telepatía» (acoustic)     | Uchis Chiluiza Primera Lara Melendez Masis | Uchis               | 2:58         |
| 2.                  | «Fue Mejor» (acoustic)     | Uchis Sweet Brathwaite Mangiamarchi Nelson | Uchis               | 3:09         |
| 3.                  | «Vaya con Dios» (acoustic) | Uchis Crocker                              | Uchis               | 2:41         |
| Общая длительность: | Общая длительность:        | Общая длительность:                        | Общая длительность: | 8:48         |

Замечания
- ↑  дополнительный продюсер

## Позиции в чартах

### Еженедельные чарты
| Чарт (2020—2021)                 | Высшая позиция |
| -------------------------------- | -------------- |
| Канада (Canadian Albums Chart)   | 98             |
| Нидерланды (Album Top 100)       | 79             |
| Испания (PROMUSICAE)             | 75             |
| США (Billboard 200)              | 52             |
| США (Billboard Latin Pop Albums) | 1              |
| США (Billboard Top Latin Albums) | 3              |

## Сертификации
| Регион                                                                      | Сертификация          | Продажи |
| --------------------------------------------------------------------------- | --------------------- | ------- |
| Мексика (AMPROFON)                                                          | 2× Платиновый+Золотой | 350 000 |
| Данные о продажах + прослушиваниях приведены только на основе сертификации. |                       |         |